# Біламаніскла
Біламані́скла (кат. Vilamaniscle) - муніципалітет, розташований в Автономній області Каталонія, в Іспанії. Знаходиться у районі (кумарці) Алт-Ампурда провінції Жирона, згідно з новою адміністративною реформою перебуватиме у складі Баґарії (округи) Жирона.

## Назва муніципалітету
Назва походить від слів "villa Ermeniscli" (германське ім'я), вперше зустрічається у 941 та 964 р.

## Населення
Населення міста (у 2007 р.) становить 172 особи (з них менше 14 років - 18,6%, від 15 до 64 - 62,2%, понад 65 років - 19,2%). У 2006 р. народжуваність склала 0 осіб, смертність - 1 особа, зареєстровано 0 шлюбів. У 2001 р. активне населення становило 54 особи, з них безробітних - 2 особи.

Серед осіб, які проживали на території міста у 2001 р., 109 народилися в Каталонії (з них 89 осіб у тому самому районі, або кумарці), 8 осіб приїхало з інших областей Іспанії, а 25 осіб приїхало з-за кордону. 

Університетську освіту має 12,3% усього населення. 

У 2001 р. нараховувалося 54 домогосподарства (з них 38,9% складалися з однієї особи, 18,5% з двох осіб,9,3% з 3 осіб, 18,5% з 4 осіб, 7,4% з 5 осіб, 5,6% з 6 осіб, 0% з 7 осіб, 1,9% з 8 осіб і 0% з 9 і більше осіб).

Активне населення міста у 2001 р. працювало у таких сферах діяльності : у сільському господарстві - 11,5%, у промисловості - 13,5%, на будівництві - 5,8% і у сфері обслуговування - 69,2%. 

 У муніципалітеті або у власному районі (кумарці) працює 25 осіб, поза районом - 30 осіб.

### Безробіття
У 2007 р. нараховувалося 5 безробітних (у 2006 р. - 4 безробітних), з них чоловіки становили 60%, а жінки - 40%.

## Економіка

### Підприємства міста

#### Промислові підприємства
| \| Промислові підприємства міста, за сферою діяльності \| Промислові підприємства міста, за сферою діяльності \| Промислові підприємства міста, за сферою діяльності \| \| Рік \| 2002 р. \| 2001 р. \| \| --------------------------------------------------- \| --------------------------------------------------- \| --------------------------------------------------- \| \| Енергетичні та водні ресурси \| *% \| 0% \| \| Хімія та метали \| *% \| 0% \| \| Переробка металів \| *% \| 0% \| \| Продукти харчування \| *% \| 100% \| \| Текстиль \| *% \| 0% \| \| Виробництво меблів, видання \| *% \| 0% \| \| Інше \| *% \| 0% \| \| Усього підприємств \| 0 \| 1 \| |         |         |
| Промислові підприємства міста, за сферою діяльності |         |         |
| Рік | 2002 р. | 2001 р. |
| Енергетичні та водні ресурси | *%      | 0%      |
| Хімія та метали | *%      | 0%      |
| Переробка металів | *%      | 0%      |
| Продукти харчування | *%      | 100%    |
| Текстиль | *%      | 0%      |
| Виробництво меблів, видання | *%      | 0%      |
| Інше | *%      | 0%      |
| Усього підприємств | 0       | 1       |

#### Роздрібна торгівля
| \| Підприємства роздрібної торгівлі міста, за сферою діяльності \| Підприємства роздрібної торгівлі міста, за сферою діяльності \| Підприємства роздрібної торгівлі міста, за сферою діяльності \| \| Рік \| 2002 р. \| 2001 р. \| \| ------------------------------------------------------------ \| ------------------------------------------------------------ \| ------------------------------------------------------------ \| \| Продукти харчування \| 100% \| 100% \| \| Одяг та взуття \| 0% \| 0% \| \| Товари для дому \| 0% \| 0% \| \| Книги та періодичні видання \| 0% \| 0% \| \| Промислова хімічна продукція \| 0% \| 0% \| \| Продукція, пов'язана з транспортними засобами \| 0% \| 0% \| \| Інше \| 0% \| 0% \| \| Усього підприємств \| 1 \| 1 \| |         |         |
| Підприємства роздрібної торгівлі міста, за сферою діяльності |         |         |
| Рік | 2002 р. | 2001 р. |
| Продукти харчування | 100%    | 100%    |
| Одяг та взуття | 0%      | 0%      |
| Товари для дому | 0%      | 0%      |
| Книги та періодичні видання | 0%      | 0%      |
| Промислова хімічна продукція | 0%      | 0%      |
| Продукція, пов'язана з транспортними засобами | 0%      | 0%      |
| Інше | 0%      | 0%      |
| Усього підприємств | 1       | 1       |

#### Сфера послуг
| \| Підприємства міста, що працюють у сфері послуг, за діяльністю \| Підприємства міста, що працюють у сфері послуг, за діяльністю \| Підприємства міста, що працюють у сфері послуг, за діяльністю \| \| Рік \| 2002 р. \| 2001 р. \| \| ------------------------------------------------------------- \| ------------------------------------------------------------- \| ------------------------------------------------------------- \| \| Гуртова торгівля \| 20% \| 20% \| \| Готелі та готельний бізнес \| 20% \| 20% \| \| Транспорт та зв'язок \| 0% \| 0% \| \| Посередницькі фінансові послуги \| 0% \| 0% \| \| Послуги підприємствам \| 0% \| 0% \| \| Послуги фізичним особам \| 20% \| 20% \| \| Нерухомість та ін. \| 40% \| 40% \| \| Усього підприємств \| 5 \| 5 \| |         |         |
| Підприємства міста, що працюють у сфері послуг, за діяльністю |         |         |
| Рік | 2002 р. | 2001 р. |
| Гуртова торгівля | 20%     | 20%     |
| Готелі та готельний бізнес | 20%     | 20%     |
| Транспорт та зв'язок | 0%      | 0%      |
| Посередницькі фінансові послуги | 0%      | 0%      |
| Послуги підприємствам | 0%      | 0%      |
| Послуги фізичним особам | 20%     | 20%     |
| Нерухомість та ін. | 40%     | 40%     |
| Усього підприємств | 5       | 5       |

## Житловий фонд
У 2001 р. 0% усіх родин (домогосподарств) мали житло метражем до 59 м², 13% - від 60 до 89 м², 35,2% - від 90 до 119 м² і
51,9% - понад 120 м².

З усіх будівель у 2001 р. 65,8% було одноповерховими, 34,2% - двоповерховими, 0
% - триповерховими, 0% - чотириповерховими, 0% - п'ятиповерховими, 0% - шестиповерховими,
0% - семиповерховими, 0% - з вісьмома та більше поверхами.

## Автопарк
| \| Автомобілі, зареєстровані у місті, за призначенням \| Автомобілі, зареєстровані у місті, за призначенням \| Автомобілі, зареєстровані у місті, за призначенням \| \| Рік \| 2006 р. \| 2005 р. \| \| -------------------------------------------------- \| -------------------------------------------------- \| -------------------------------------------------- \| \| Приватні автомобілі \| 58,7% \| 60,3% \| \| Мотоцикли \| 11,2% \| 10,3% \| \| Вантажівки \| 24,5% \| 24,3% \| \| Трактори \| 0% \| 0% \| \| Автобуси та ін. \| 5,6% \| 5,1% \| \| Усього автомобілів \| 143 шт. \| 136 шт. \| |         |         |
| Автомобілі, зареєстровані у місті, за призначенням |         |         |
| Рік | 2006 р. | 2005 р. |
| Приватні автомобілі | 58,7%   | 60,3%   |
| Мотоцикли | 11,2%   | 10,3%   |
| Вантажівки | 24,5%   | 24,3%   |
| Трактори | 0%      | 0%      |
| Автобуси та ін. | 5,6%    | 5,1%    |
| Усього автомобілів | 143 шт. | 136 шт. |

## Вживання каталанської мови
У 2001 р. каталанську мову у місті розуміли 97,8% усього населення (у 1996 р. - 97,6%), вміли говорити нею 87,7% (у 1996 р. - 
89,4%), вміли читати 85,5% (у 1996 р. - 78%), вміли писати 52,9
% (у 1996 р. - 43,1%). Не розуміли каталанської мови 2,2%.

## Політичні уподобання
У виборах до Парламенту Каталонії у 2006 р. взяло участь 66 осіб (у 2003 р. - 70 осіб). Голоси за політичні сили розподілилися таким чином:
| \| Вибори до Парламенту Каталонії \| Вибори до Парламенту Каталонії \| Вибори до Парламенту Каталонії \| \| Рік \| 2006 р. \| 2003 р. \| \| -------------------------------------- \| ------------------------------ \| ------------------------------ \| \| Конвергенція та Єднання (CiU) \| 40,9% \| 37,1% \| \| Соціалістична партія Каталонії (PSC) \| 19,7% \| 21,4% \| \| Народна партія (PP) \| 6,1% \| 7,1% \| \| Ініціатива за зелену Каталонію (IC) \| 6,1% \| 0% \| \| Республіканська лівиця Каталонії (ERC) \| 22,7% \| 34,3% \| \| Громадянська партія (C's) \| 0% \| 0% \| \| Інші \| 4,5% \| 0% \| |         |         |
| Вибори до Парламенту Каталонії |         |         |
| Рік | 2006 р. | 2003 р. |
| Конвергенція та Єднання (CiU) | 40,9%   | 37,1%   |
| Соціалістична партія Каталонії (PSC) | 19,7%   | 21,4%   |
| Народна партія (PP) | 6,1%    | 7,1%    |
| Ініціатива за зелену Каталонію (IC) | 6,1%    | 0%      |
| Республіканська лівиця Каталонії (ERC) | 22,7%   | 34,3%   |
| Громадянська партія (C's) | 0%      | 0%      |
| Інші | 4,5%    | 0%      |